# Аристов, Василий Михайлович
Васи́лий Миха́йлович А́ристов (17 (29) января 1898, Москва, Российская империя — 9 мая 1962, Харьков, Украинская ССР) — русский советский театральный деятель, актёр театра и кино, режиссёр, театральный педагог, народный артист Украинской ССР (1946).

## Биография
Сценическую деятельность начал в 1913 году в Москве (1913—1933) в Сергиевском Народном доме. Актёр (один из основоположников) театра МОСПСВ (ныне Театр имени Моссовета). В 1935 году переехал на Украину. Работал сначала в Киевском русском драматическом театре (1935—1936) и Харьковском (1936—1962) русских драматических театрах.
С 1923 года снимался в кино.
Член КПСС с 1940 года.

## Избранные театральные роли
- Полежаев («Беспокойная старость» Л. Рахманова),
- Бессеменов («Мещане» Горького)
- Шадрин («Человек с ружьём» Н. Погодина),
- Сиплый («Оптимистическая трагедия» Вс. Вишневского),
- Мурзавецкий («Волки и овцы») А. Островского и др.

## Фильмография
- 1930 — Две силы
- 1928 — Герои домны — Сердюк, рабочий
- 1925 — Первые огни
- 1925 — Морока — Ерёмка’а
- 1924 — Из искры пламя — Моисеенко, ткач
- 1923 — Борьба за «Ультиматум» — Федя, комсомолец
- 1923 — Беспризорные (короткометражный)

## Избранные постановки
- «Беспокойная старость» (1937);
- «Бронепоезд 14-69» Вс. Иванова (1951);
- «Горячее сердце» А. Островского (1951);
- «Ученик дьявола» Дж. Шоу (1958);
- «Враги» Горького).

Образы, созданные В. Аристовым, отличались глубиной анализа, чёткостью сценической характеристики. В режиссёрских работах В. Аристов стремился к ансамблю, острым мизансценам.
С 1930 года вёл педагогическую. работу.